# Melchor Marial
Melchor Marial Mundet, también Melcior Marial i Mundet, fue un ingeniero y político federal español, activo durante la Segunda República Española.
Gerundense, de familia también gerundense, Marial formaba parte del comité municipal madrileño del Partido Republicano Democrático Federal, del cual era uno de sus líderes, al menos desde agosto de 1929, y máximo dirigente desde mayo de 1931. Esta agrupación, al igual que otras organizaciones locales y provinciales, dotadas de gran autonomía, seguía formando parte de la Alianza Republicana (el partido federal la había abandonado en 1929). Aunque la nueva dirección nacional federal establecida en 1930, de carácter izquierdista y dirigida por Eduardo Barriobero, no fue admitida en el comité revolucionario republicano y, por tanto, no estuvo representada en las listas de la Conjunción Republicano-Socialista en las elecciones municipales ni en las constituyentes de 1931, sí lo hicieron las asambleas federales que formaban parte de la Alianza. Así, los federales obtuvieron un puesto en la lista de la Conjunción para las elecciones a Cortes Constituyentes en la circunscripción de Madrid capital, que fue ocupado por Marial. Este obtuvo 106.879 votos, siendo el miembro republicano de la candidatura que menos sufragios obtuvo.
En el Congreso, Marial se integró en la minoría federal, formada por federales también elegidos en listas republicano-socialistas, y de carácter moderado, que presidía José Franchy Roca, al margen de Barriobero y la dirección oficial. Durante la discusión de la constitución, Marial, al igual que el resto de sus correligionarios, promovió la definición del nuevo Estado como república federal, sin conseguirlo. En el periodo final de la legislatura constituyente, al acceder Franchy Roca al gobierno como ministro de Industria y Comercio, Marial fue director general de Comercio (junio-septiembre de 1933). También fue director general de Trabajo en el último gabinete de la legisladura, con Martínez Barrio como presidente del Gobierno y Carlos Pi y Suñer, de Esquerra Republicana de Catalunya como ministro de Trabajo.
En las elecciones de 1933, Esquerra Republicana de Catalunya se mostró dispuesta a incluir en sus listas a miembros del partido federal, por lo que Marial fue candidato por la provincia de Gerona. También formó parte de la candidatura republicana de izquierdas por Madrid, compuesta Acción Republicana, radical-socialistas independientes, independientes de izquierda y federales. Los resultados en Madrid fueron malos, siendo el tercer candidato menos votado de la candidatura, que por su parte no fue más que la cuarta más votada, sin obtener representación. Sin embargo, en Gerona sí que resultó elegido.
Fue encarcelado tras la proclamación del Estado catalán en octubre de 1934, pero puesto en libertad en diciembre de dicho año. A pesar de formar parte de la minoría parlamentaria de Esquerra Catalana, Marial se integró también en el nuevo partido federal creado en 1935 y encabezado por Franchy Roca y Arauz, Izquierda Federal, del que fue vicepresidente.
Tras el triunfo del Frente Popular en las elecciones de febrero de 1936, fue nombrado presidente del Consejo Ordenador de la Economía Nacional, dependiente del ministerio de Industria, siendo ministro Álvarez Buylla. Se mantuvo en el cargo tras el comienzo de la Guerra Civil, siendo nombrado el 25 de julio de 1936, primer presidente del Comité de intervención provisional en las industrias, que debía tomar el control de las fábricas incautadas. El consejo fue suprimido el 28 de septiembre del mismo año.
El 30 de agosto de 1936, el ministro Álvarez-Buylla le nombró presidente del comité ejecutivo del Consejo General de Electricidad.
Profesionalmente escribió las siguientes obras:
- Proyecto de reorganización de las confederaciones hidrográficas y estudio de un plan económico-social aplicado a la Confederación Hidrográfica del Ebro, realizable en veinte años. Madrid: Imp. Argis. 1931.
- Estudio del F.C. Cuenca-Utiel: El ferrocarril Madrid-Cuenca-Utiel-Valencia. Cuenca: Imp. Artística. 1932.
- Lo que debiera ser la política hidráulica de la República. Madrid: Impr. Sebastián Elcano. 1936.